# Ležeći bicikl
Ležeći bicikl je bicikl na kojem se biciklist nalazi u ležećem ili poluležećem položaju. 
Ležeći položaj ima ergonomsku i aerodinamičku svrhu. Što se tiče ergonomije težina tijela biciklista je raspoređena kroz cijela leđa biciklista što pogoduje udobnosti vožnje te zapravo isključuje mogućnost koncentracije većine tjelesne težine u jednom manjem dijelu tijela kao što je to slučaj sa sjedećim kostima, zapešćima i dlanovima ili stopalima kod uspravnog bicikla. Položena pozicija tijela biciklista stvara manji otpor zraka u odnosu na uspravni bicikl te time pospješuje brzinu kretanja. 
1934. godine ležeći bicikli su zabranjeni na natjecanjima pod Međunarodnom biciklističkom unijom (UCI) te se biciklisti na ovoj vrsti bicikla natječu pod Međunarodnom udrugom vozila na ljudski pogon (IHPVA). 
Brzinski rekord na ležećem biciklu od 133.78 km/h drži Sebastiaan Bowier, dok satni rekord drži Francesco Russo s udaljenošću od 91,56 km.
Ležeći bicikli dolaze u različitim konfiguracijama koje se razlikuju s obzirom na: osovinski razmak, kombinaciju i veličinu kotača, upravljanje i pogon. Postoje i ležeći tricikl koji je ležeći bicikl s tri kotača te tandem koji je produženi ležeći bicikl za dvije osobe. Sve ove podjele treba uzeti s rezervom jer svaki proizvođač konfigurira geometriju bicikla prema vlastitim proračunima tako otežavajući određivanje kategorije ležećeg bicikla.   

## Konfiguracije

### Osovinski razmak
S obzirom na osovinski razmak načelno postoje tri različite geometrije: dugi osovinski razmak, srednje dugi osovinski razmak i kratki osovinski razmak. Kod dugog osovinskog razmaka pogon se nalazi između prednje i zadnje osovine. Srednje dugi osovinski razmak karakterizira pogon vrlo blizu prednje osovine ili iznad nje dok modeli s kratkim osovinskim razmakom imaju pogon ispred prednje osovine. 

### Veličine kotača
Ležeći bicikli dolaze sa svim standardnim veličinama kotača no posebnost je u tome što za razliku od uspravnih bicikala dolaze i u kombinacijama s različitim veličinama kotača. Uobičajeno je da kod kombinacije s različitim veličinama kotača prednji kotač bude manji od stražnjega. Prednost manjeg prednjeg kotača je niža pozicija pogona u odnosu na zdjelicu biciklista što doprinosi udobnosti dok kod velikog prednjeg kotača pozicija pogona može biti i viša u odnosu na poziciju zdjelice što može izazvati zamor u nogama. Nedostaci manjeg prednjeg kotača su slabije držanje pravca te niža brzina.  

### Upravljanje
Upravljanje kod ležećih bicikala se u većini slučajeva nalazi iznad sjedala ili ispod sjedala. Upravljanje iznad sjedala je direktno upravljanje gdje je volan direktno vezan na vilicu prednjeg kotača. Ono može biti bliže ili dalje u odnosu na prednju osovinu. Upravljanje ispod sjedala je indirektno upravljanje jer volan okreće vilicu prednjeg kotača putem poluga. Drži se da su kod ove vrste upravljanja ruke u opuštenijem položaju u odnosu na upravljanje iznad sjedala no upravljanje ispod sjedala ima veći radijus okretanja od upravljanja iznad sjedala.

### Pogon
Kao i kod uspravnih bicikala većina ležećih bicikala ima pogon na stražnji kotač no postoje izvedbe s pogonom na prednji kotač. Izvedba s pogonom na stražnji kotač ima znatno duži lanac te se kod kratkog osovinskog razmaka prilikom skretanja može dogoditi kontakt pete i kotača što može biti neugodno. Zbog dužine lanca može se i javiti efekt natezanja lanca odnosno zakašnjelog prijenosa snage s pogona na stražnji kotač. Kod izvedbe s pogonom na prednji kotač lanac je osjetno kraći, prijenos snage je izravniji te je izbjegnuta mogućnost dodira pete i kotača jer se ili cijeli pogon okreće s vilicom prednjeg kotača ili je pozicija pogona tako namještena da to ne dozvoljava. Nedostatak pogona na prednji kotač je moguće proklizavanje prednjeg kotača na uzbrdici ili na podlozi slabijeg trenja.   

### Suspenzija
Ležeći bicikli dolaze sa suspenzijom u svim kombinacijama. Postoje modeli bez suspenzije, samo s prednjom ili s potpunom suspenzijom (i na prednjem i na stražnjem kotaču). Za suspenziju se koriste sve vrste amortizera i opruga kao i za uspravne bicikle.

## Povijest
Prvi poznati poluležeći bicikl datira iz 1895. godine a napravio ga je Charles Challand, profesor iz Ženeve. Nazvao ga je Normalni Bicikl jer je pozicija biciklista bila normalnija nego kod uspravnog bicikla. Biciklist je sjedio iznad stražnjeg kotača koji je bio standardnih dimenzija te direktno upravljao prednjim kotačem manje veličine. Sljedećih godina su se pojavili i ležeći bicikli drugih europskih izumitelja da bi se s tridesetim godinama 20. stoljeća u Europi pojavio široki interes za ovu vrstu bicikla. 1936. godine Freddie Grubb iz Londona je napravio ležeći bicikl prema nacrtima W. E. Gerrarda. Velocycle je imao 20" kotače, težinu od 14kg, upravljanje ispod sjedala, nekoliko brzina te kočnice na obručima. To je prvi ležeći bicikl koji ima vrlo mnogo sličnosti s modernim ležećim biciklom.
Charles Mochet, proizvođač Velocara - laganih dvosjeda s četiri kotača i pogonom na pedale koji svoju popularnost imaju zahvaliti Velikoj gospodarskoj krizi eksperimentirao je te napravio ležeći bicikl. Kako bi dokazao brzinu svog, kako ga je nazvao, "Bicikla budućnosti" (La bicyclette de l'Avenir) Mochet je pri Međunaronoj biciklističkoj uniji homologirao bicikl te prijavio Francisa Faurea kao biciklista za natjecanja. Faure je bio vrlo uspješan te je oborio satni rekord Oscara Egga star skoro 20 godina. 07. srpnja 1933. godine Francis Faure je u jednom satu prešao 45.05 km navukavši na sebe i ležeći bicikl veliku pozornost.
Ogorčeni tom činjenicom proizvođači uspravnih bicikala su izvršili pritisak na Međunarodnu biciklističku uniju koja je na svojoj sjednici 01. travnja 1934. godine donijela novu definiciju natjecateljskog bicikla koja propisuje koliko osovina pogona mora biti udaljena od tla, koliko mora biti pomaknuta prema naprijed u odnosu na sjedalo te koliko blizu može biti prednjem kotaču. Budući da proizvođači ležećih bicikala nisu mogli ispuniti navedene zahtjeve zbog geometrije samog bicikla nisu se više mogli natjecati. 
Zabrana natjecanja je direktno utjecala na daljnji slabi razvoj ležećih bicikala koji je stagnirao sve do 1970-ih. 1976. godine Chester Kyle i David Gordon Wilson osnivaju Međunarodnu udrugu vozila na ljudski pogon (IHPVA) koja je nastala kao ideja otpora Međunarodnoj biciklističkoj uniji.
Danas u svijetu postoji veliki broj proizvođača ležećih bicikala te postoji supkultura "uradi sam" ležećih bicikala. No, popularnost ležećih bicikala nikada nije bila ni približno na razini uspravnih bicikala. Na temelju iskustava malog broja vlasnika ležećih bicikala u Hrvatskoj procjenjuje se da ih sveukupno ima manje od 10.